# سلهرست
سلهرست (به انگلیسی: Selhurst) منطقه‌ای در بخش کرویدون لندن در انگلستان است که در ۷٫۸ مایل (۱۲٫۶ کیلومتر) کیلومتری جنوب شرقی چرینگ کراس واقع شده است. از نظر تاریخی در ساری، این منطقه از غرب و جنوب با ثورنتون هیث و کرویدون و از شرق و جنوب با نوروود جنوبی و وودساید هم‌مرز است. سلهرست پارک، خانه باشگاه فوتبال کریستال پالاس، در انتهای شمالی این محله قرار دارد.

## تاریخچه
نام سلهرست از زبان انگلیسی باستان به معنای «سکونت در جنگل» یا احتمالاً «سکونت در جایی که بیدها می‌رویند» گرفته شده است؛ این نام اولین بار در سال ۱۲۲۵ ثبت شده است. هنگام ساخت ایستگاه راه‌آهن، سکه‌های ساکسونی در این منطقه پیدا شدند. پس از افتتاح کانال کرویدون در سال ۱۸۰۹، ساخت مسکن در این منطقه آغاز شد، اما این کانال با شکست مواجه شد و در سال ۱۸۳۶ بسته شد. مسابقات اسب‌دوانی در دهه‌های ۱۸۵۰ تا ۱۸۶۰ در مزرعه هیور برگزار می‌شد. پس از افتتاح ایستگاه قطار سلهرست در سال ۱۸۶۵، ساخت مسکن در این منطقه، توسعه بیشتری پیدا کرد.

## جمعیت‌شناسی
بر اساس سرشماری سال ۲۰۱۱، سفیدپوستان بریتانیایی بزرگترین گروه قومی هستند که ۲۶٪ از جمعیت را تشکیل می‌دهند. دومین و سومین گروه بزرگ، سیاه‌پوستان کارائیبی و سیاه‌پوستان آفریقایی‌تبار بودند که هر کدام ۱۴٪ جمعیت را تشکیل می‌دهند. ۶۵.۵٪ از جمعیت از سیاه‌پوستان، آسیایی‌ها و اقلیت‌های قومی هستند که بالاتر از میانگین کرویدون است.
میانگین قیمت خانه در بخش سلهرست در سال ۲۰۱۴، ۲۱۲،۹۹۸ پوند بود که از نظر پایین‌ترین قیمت در بین ۶۲۸ بخش لندن بزرگ، هفدهمین است.

## آموزش
مدرسه BRIT، یک مدرسه هنرهای نمایشی که توسط بنیاد BRIT اداره می‌شود و بیشتر به خاطر جوایز بریت شناخته می‌شود، در این منطقه واقع شده است.

## حمل و نقل
ایستگاه راه‌آهن سلهرست در ساعات اوج ترافیک، قطارهای مکرری به سمت شمال به ویکتوریای لندن و پل لندن و از جنوب به سمت ساتون، کاترهام و اپسم داونز از طریق ایست کرویدون و وست کرویدون دارد. ایستگاه سلهرست عمدتاً توسط شرکت سوترن مورد استفاده قرار می‌گیرد و در محل زمین‌های سابق باشگاه فوتبال کریستال پالاس واقع شده است. سلهرست در منطقه ۴ شبکه حمل و نقل لندن قرار دارد.
اتوبوسرانی لندن مسیر ۷۵ و اتوبوسرانی لندن مسیر ۱۵۷ هر دو در امتداد جاده سلهرست حرکت می‌کنند و در کرویدون و لویشام (۷۵) و موردن و کریستال پالاس (۱۵۷) خاتمه می‌یابند.

## ساکنان سرشناس
- ساموئل کولریج-تیلور (۱۹۱۲–۱۸۷۵)، آهنگساز، در داگنال پارک پلاک ۳۰ زندگی می‌کرد.[۷]

## گالری

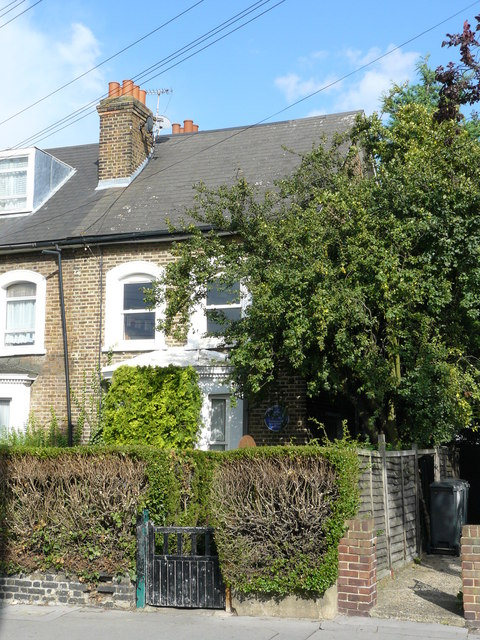
خانه ساموئل کولریج-تیلور، داگنال پارک
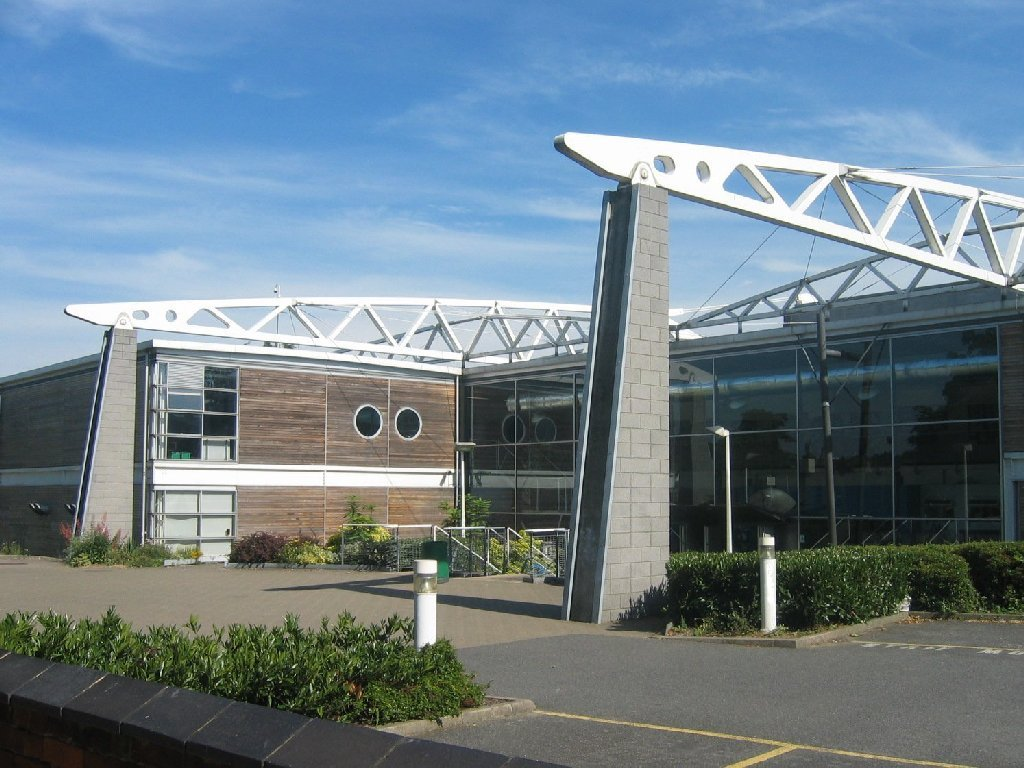
مدرسه بریت
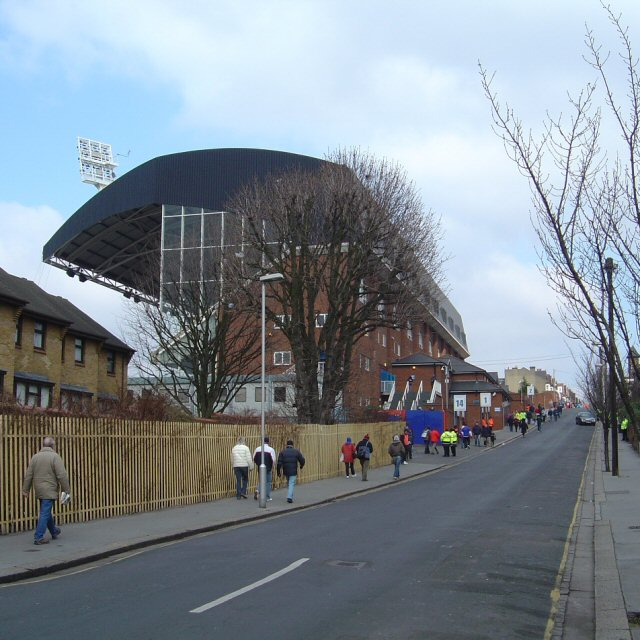
ورزشگاه سلهارست پارک، خانه باشگاه فوتبال کریستال پالاس
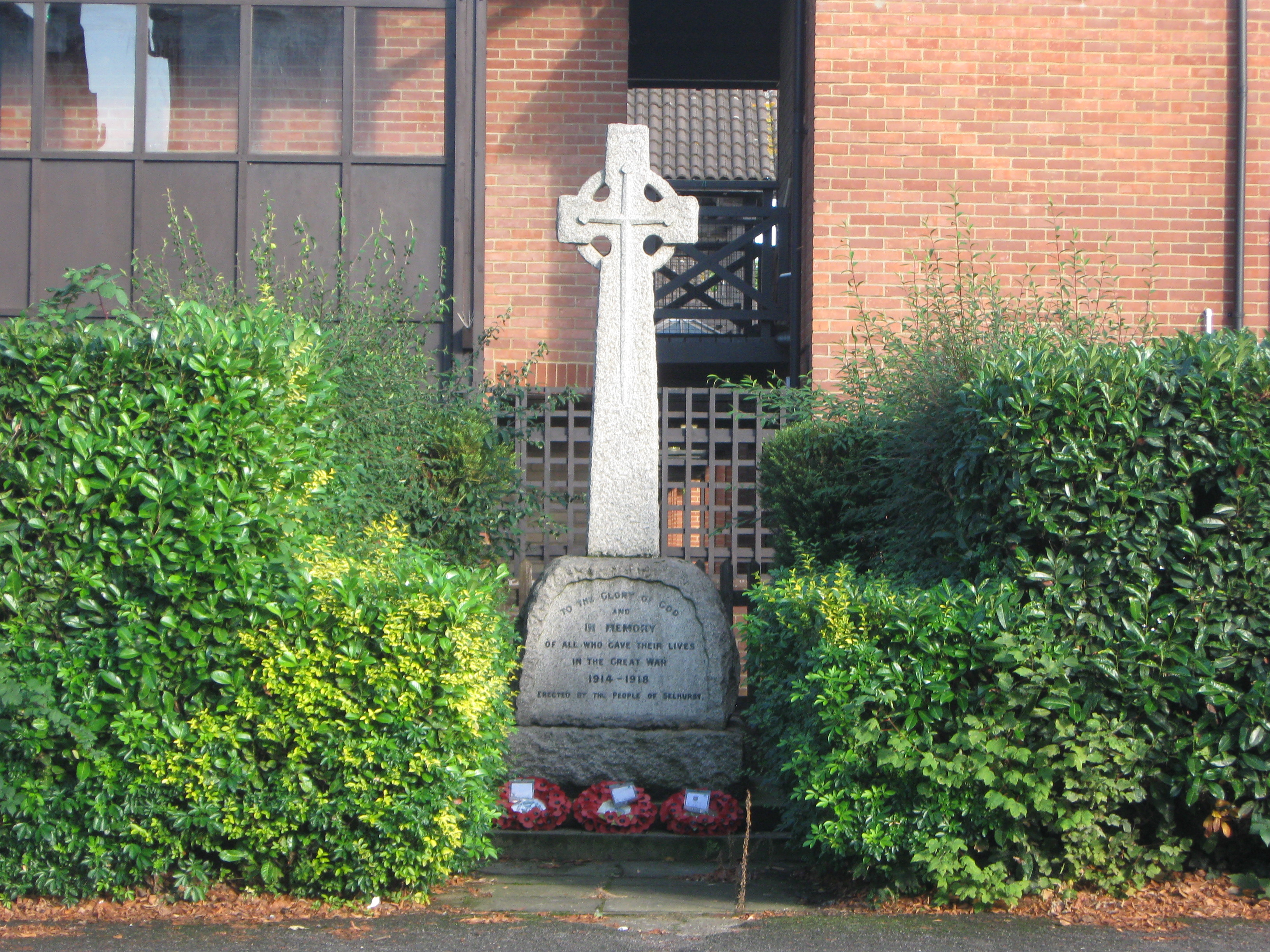
یادبود جنگ سلهرست، یک سازه ثبت شده درجه دو
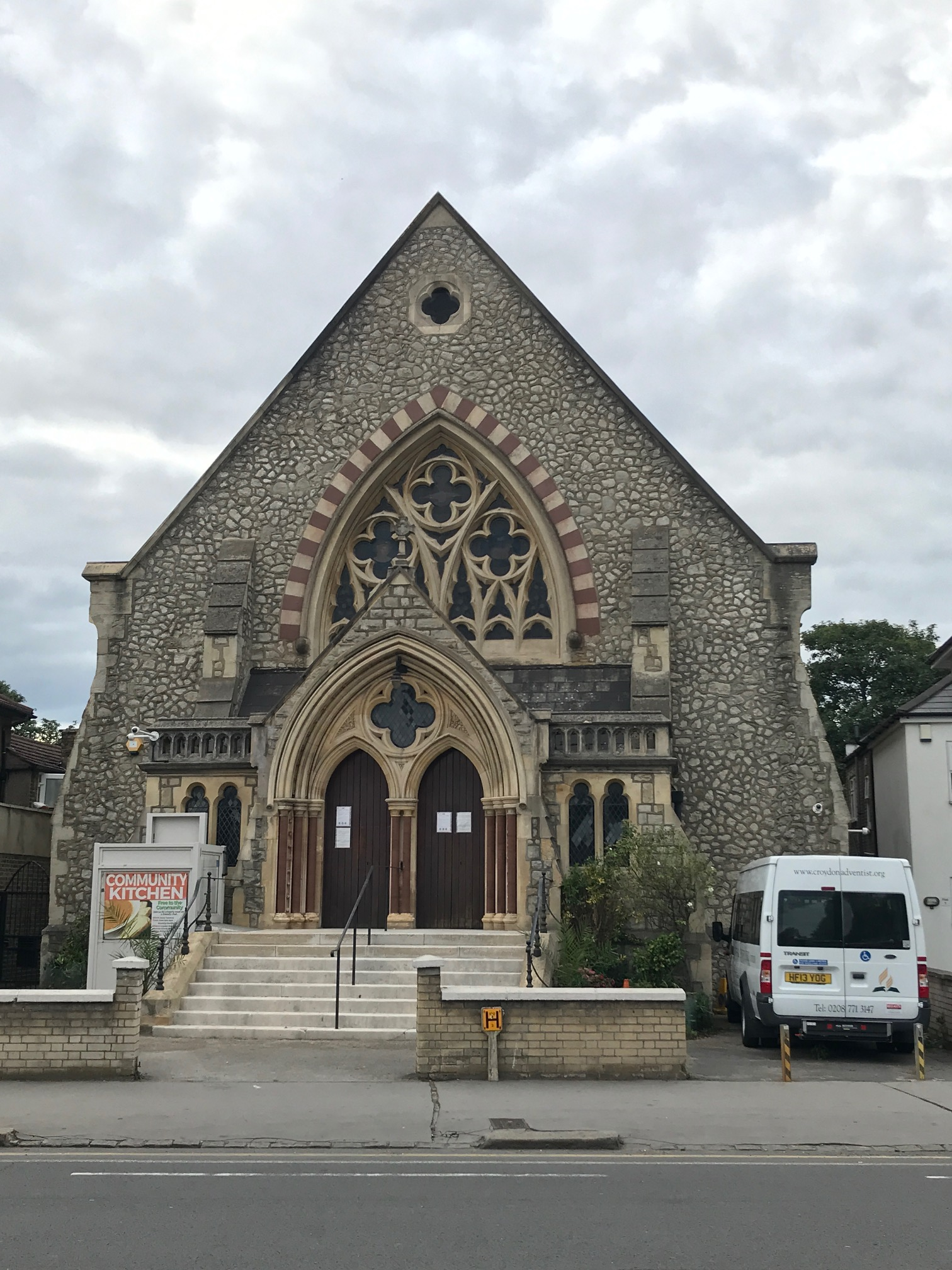
کلیسای ادونتیست‌های روز هفتم، سلهرست، در ابتدا به عنوان یک کلیسای کنگره‌گرایان در سال ۱۸۶۵ ساخته شد.
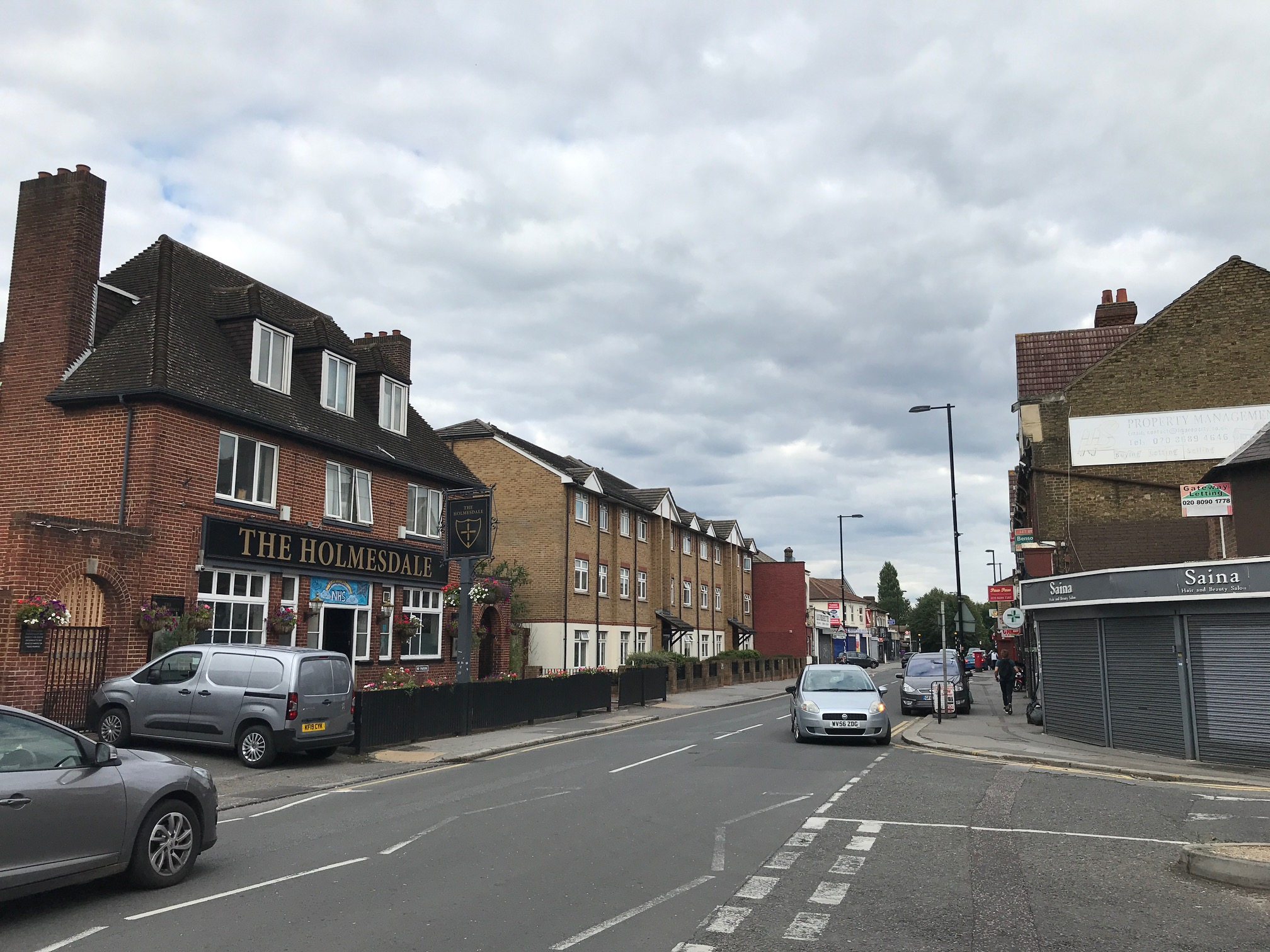
مغازه‌های کنار جاده نورث‌کوت/جاده سلهرست
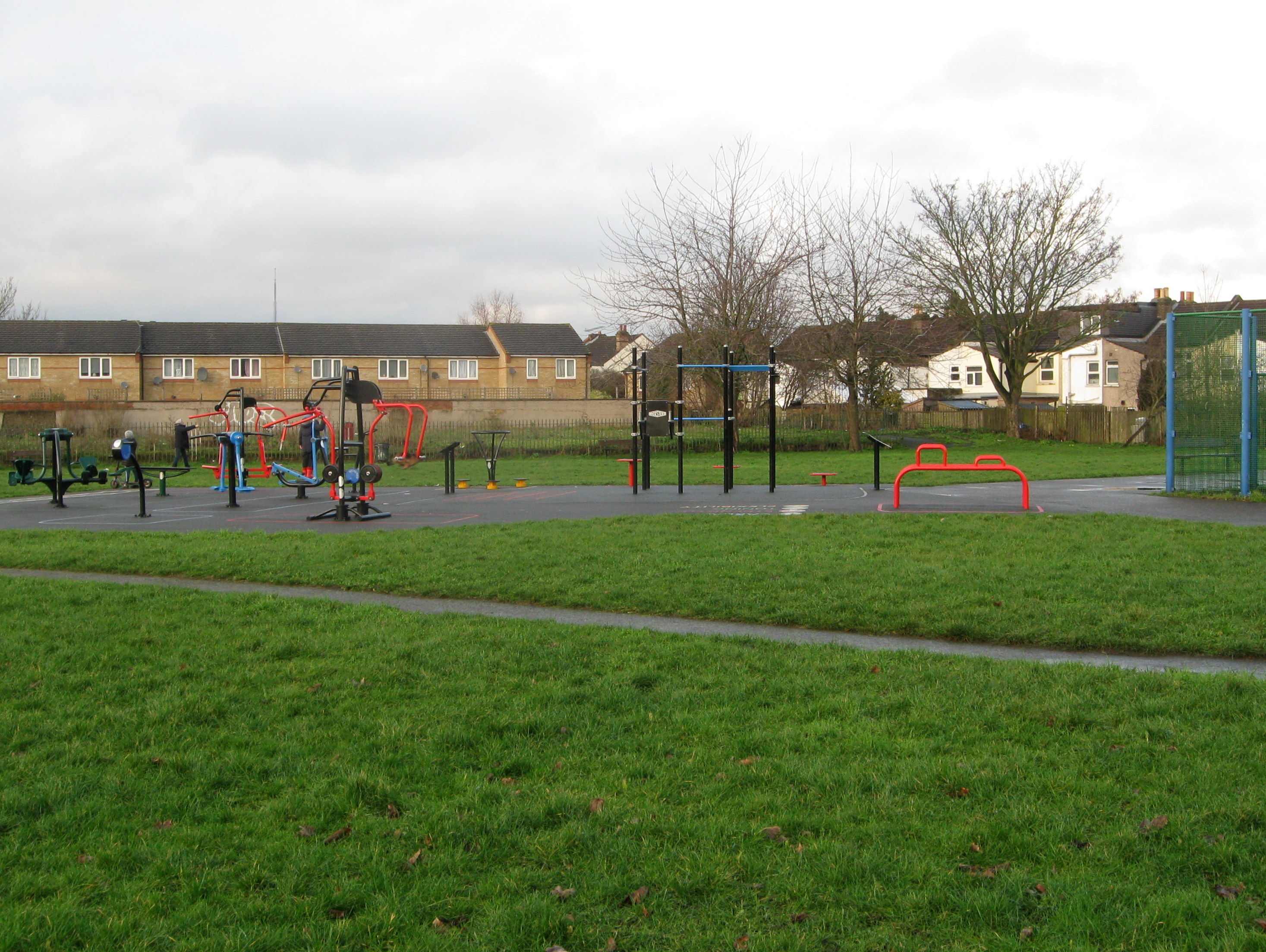
میدان شاه جورج

## یادداشت
1. ↑  The Two Brewers pub
2. ↑  Heaver's Farm